# Cultura de Sredni Stog
Sredni Stog és una cultura euroasiàtica que es desenvolupà entre el 4500 i el 3500 ae.

## Nom
El seu nom prové del llogaret ucraïnés de Seredni Stih (situat en un illot al nord-est de l'actual illa Jortytsia —de 25 × 3 km—, enmig del riu Dnièper), que s'excavà totalment durant la construcció de l'estació hidroelèctrica de 1927. S'hi trobaren restes d'aquesta cultura per primera volta. Per als habitants d'aquest poble la denominació convencional (en rus) n'és Sredni Stog.

## Ubicació
Aquesta cultura estava situada just al nord de la mar d'Azov, entre el riu Dnièper i el Don.
Un dels millors jaciments coneguts associats a aquesta cultura és el jaciment arqueològic Dereivka, situat al marge dret del riu Omelnik (afluent del Dnièper), a uns 200 km al nord-oest de Seredni Stih.
És el lloc més gran i ric conegut d'aquesta cultura Sredni Stog, amb prop de 2.000 m2 de superfície.
La cultura Sredni Stog sembla haver tingut contacte amb la cultura agrícola de Cucuteni, a l'oest, i era coetània de la Jvalynsk.
Segons l'investigador Yuri Rassamakin, Sredni Stog s'hauria de considerar una àrea amb almenys quatre grups culturals diferents.
La cultura iamna va succeir la Sredni Stog.
Les inhumacions es feien en un simple pou ran del sòl, i no es cobrien amb un túmul, com ho farà la cultura kurgana (justament kurgan significa ‘monticle funerari’).
El mort es col·locava ficat al llit sobre l'esquena amb les cames flexionades.
Empraven ocre per pintar-lo.
L'investigador Dmytro Telegin, expert en aquesta cultura, l'ha dividida en dues fases:
En la 2a fase (ca. 4000-3500 ae) comencen a utilitzar terrisseria cordada (tal vegada inventada per ells mateixos), i destrals de pedra de guerra, amb un estil que després s'associarà a les cultures indoeuropees que s'expandiren per Europa.
El més notable d'aquesta fase és que conté potser la prova més primerenca de la domesticació de cavalls, amb troballes arqueològiques que suggereixen psalia (peces metàl·liques que cobrien la galta del cavall).

## Indoeuropeus
En el marc de la «hipòtesi kurgan modificada» (de l'arqueòloga lituana Marija Gimbutas (1921-1994)), aquesta cultura pre-kurgan podria representar l'urheimat (‘llar d'origen') de l'idioma protoindoeuropeu.
Segons el paradigma de la continuïtat paleolítica, aquestes dues cultures pre-kurganes de Iamna (de sepultura en pous) i Sredni Stog podrien estar relacionades amb els pobles turquesos.

## Tipologia dels pobladors
A Igren (a la rodalia de Dniprò, a Ucraïna) aparegueren vint enterraments d'estil Sredni Stog, en què comprovaren que la mitjana de longevitat dels adults era prou alta:
- dones: 43,6 anys (només una dona passà els 55 anys)
- homes: 35,8 anys

D'ací es deduí que, com a dada curiosa, les dones sobrevivien als homes en una mitjana de 7,8 anys.
En termes de l'anàlisi craneològica, les dones Sredni Stog tendeixen a exhibir un tipus homogeni protoeuropoïdeu, que és molt semblant als primers habitants de la zona.
La sèrie de cranis masculins, en canvi, tendeixen a variar més i indiquen alhora característiques protoeuropoidees més robustes. S'assemblen als rostres més gràcils del sud d'Europa (o de la Mediterrània). L'anàlisi de sis cranis novodanilovka de tres indrets diferents suggereix la presència de tipologia protoeuropoidea i de la Mediterrània. L'evidència del crani en el seu conjunt suggereix una barreja de protoeuropoideus locals (vists sobretot a l'est) amb més tipus més gràcils d'Europa de l'Est a l'oest, i això es podria explicar pel flux de les poblacions neolítiques dels Balcans (Tripolie) a l'oest d'Ucraïna.